# Jorge Daniel Hernández
Jorge Daniel "Burrito" Hernández Govea (nació el 10 de junio de 1989 en San Luis Potosí, San Luis Potosí), es un futbolista mexicano que juega de Mediocampista de contención.
Actualmente se encuentra sin equipo.

## Trayectoria

### Jaguares de Chiapas
Hernández llegó a Chiapas en el Clausura 2007 para jugar en la Tercera División de México, pronto encontró minutos con Jaguares B en la Liga de Ascenso de México. Debutó en la Primera División de México con los Naranjas, el 4 de octubre del 2008, en la Jornada 11 del Apertura 2008 enfrentando a Monterrey en el Estadio Tecnológico, el "Burrito" salió de cambio en el minuto 87 por Rodolfo Espinoza; Jaguares ganó 1-2. 
Tras su debut, se mantuvo con el equipo Sub-20 del club chiapaneco.
Con la llegada de Pablo Marini al banquillo de Jaguares, reapareció en el Máximo Circuito ante los Tuzos del Pachuca en la Jornada 7 del Bicentenario 2010, en el césped del Estadio Víctor Manuel Reyna. Marcó su primer gol el 6 de marzo del 2010, en la Jornada 9, en el triunfo del conjunto chiapaneco por 4-0 ante Guadalajara en el Estadio Zoque; Jaguares no ganaba de local desde el 21 de marzo del 2009 y el Rebaño vio rota una racha de 8 triunfos consecutivos en el certamen. 

### Pachuca
En el Draft Apertura 2012, se confirmó su traspaso al Club de Fútbol Pachuca, en compra definitiva por 3 millones de dólares.

### Querétaro
En junio del 2021, se unió a los Gallos Blancos del Querétaro.

## Clubes
| Club                | País   | Año       |
| ------------------- | ------ | --------- |
| Jaguares de Chiapas | México | 2008-2012 |
| Pachuca             | México | 2012-2021 |
| Querétaro           | México | 2021-2023 |

## Selección nacional

### Categorías menores
Fue convocado por Luis Fernando Tena a la Selección Mexicana Sub-22, para disputar la Copa América 2011 en Argentina, sin embargo fue separado –junto a otros jugadores– por indisciplina, a días de iniciar el certamen. 
Tras cumplir con una sanción, fue llamado de nueva cuenta a la Selección Sub-22, pero para disputar Torneo Esperanzas de Toulon de 2012.
Fue registrado en la lista preliminar de 25 jugadores para los Juegos Olímpicos de Londres 2012, sin embargo fue descartado de la lista final de 18.
| Copa                                | Sede    | Resultado |
| ----------------------------------- | ------- | --------- |
| Torneo Esperanzas de Toulon de 2012 | Francia | Campeón   |

### Absoluta
| Selección          | País   | PJ | Goles | Periodo       |
| ------------------ | ------ | -- | ----- | ------------- |
| Selección Mexicana | México | 10 | 0     | 2017-Presente |

El 16 de mayo del 2017, tras excelentes actuaciones con el Pachuca, fue incluido en la pre-lista de 32 jugadores para la Copa Confederaciones Rusia 2017, bajo el mando de Juan Carlos Osorio.

## Palmarés

### Campeonato nacional
| Título  | Club    | País   | Año  |
| ------- | ------- | ------ | ---- |
| Liga MX | Pachuca | México | 2016 |

### Campeonatos internacionales
| Título                           | Club             | País    | Año     |
| -------------------------------- | ---------------- | ------- | ------- |
| Torneo Esperanzas de Toulon      | Selección Sub-23 | Francia | 2012    |
| Liga de Campeones de la Concacaf | Pachuca          | México  | 2016-17 |